# Almyrída (La Canée)
Almyrída (grec moderne : Αλμυρίδα), à ne pas confondre avec Almyrída, est une station balnéaire du nome de La Canée en Crète en Grèce.
La petite île de Kárga se trouve à Almyrída.